# Colisión de trenes en el Metro de la Ciudad de México de 1975
La colisión de trenes en el Metro de la Ciudad de México de 1975 fue un accidente ferroviario ocurrido el lunes 20 de octubre de ese año, alrededor de las 09:40 (UTC -6). El suceso ocurrió en la estación Viaducto de la Línea 2 del Sistema de Transporte Colectivo, tuvo como consecuencia la muerte de al menos 31 personas y 70 lesionados y es el accidente más mortífero de este sistema de transporte, seguido del Accidente del Metro de la Ciudad de México de 2021. A partir de este hecho fue instalado el sistema de pilotaje automático en la red.

## Detalles
A las 9:36 horas, el tren modelo MP-68 con el número 10, había salido de la estación Chabacano, la cual para entonces sólo servía a la Línea 2; ya no se consideraba hora pico y el tren transportaba entre 130 y 140 personas aproximadamente. En la estación Viaducto el tren número 8 del mismo modelo se encontraba estacionado en espera de su salida. A las 9:40, el tren número 10 estaba muy cerca de la estación Viaducto aún sin que partiera el tren 8. El tren 10 que llegaba a la estación embistió al tren 8 que se encontraba estacionado, aproximadamente a 70 km/h. Los coches motores de los trenes terminaron destruidos, mientras que los coches restantes sufrieron daños moderados (y aunque pudieron ser reconstruidos ya no pudieron funcionar eficientemente). Dentro de los coches quedaron atrapadas las personas (130 presuntamente) que había en cada tren. Las instalaciones de la estación presentaron daños severos, que fueron reparados posteriormente. Murieron un total de 31 personas, y 70 resultaron heridas algunas de gravedad.
El conductor sobreviviente del tren 10, identificado como Carlos Fernández Sánchez fue destituido de su cargo y sentenciado a diez años de prisión debido a su negligencia ya que según testigos, se le había ordenado detener la marcha del tren con anticipación. A su vez, el conductor afirmó no haber podido escuchar dichas peticiones.

## Conspiraciones
Versiones no oficiales del siniestro calificaron el hecho como un "sabotaje"; se declaró que el accidente había sido planeado como una llamada para el entonces Presidente de la República, Luis Echeverría Álvarez, para que se le obligara a la instalación de sistemas de pilotaje automático, ya que para entonces ningún tren lo poseía. También se declaró que no se tenía la intención de sacrificar a los pasajeros, sino sólo exhortar a la instalación de dichos sistemas. Estas declaraciones nunca pudieron confirmarse.